# Centrale idroelettrica di Andonno-Roccavione
La centrale idroelettrica di Andonno-Roccavione è situata nel comune di Roccavione, in provincia di Cuneo (Piemonte).

## Caratteristiche
Si tratta di una centrale a serbatoio, che sfrutta le acque accumulate nel serbatoio di Piastra, alimentato da due canali che raccolgono le acque dei torrenti Boussdet e Laitus e del torrente Gesso della Valletta. 
Le acque sono successivamente restituite al torrente Gesso da un bacino di demodulazione.
I macchinari consistono in due gruppi con turbine Francis ad asse verticale.